# Кането сул’Ољо
Кането сул’Ољо (итал. Canneto sull'Oglio) је насеље у Италији у округу Мантова, региону Ломбардија.
Према процени из 2011. у насељу је живело 3.992 становника. Насеље се налази на надморској висини од 31 м.

## Становништво
| 1936. | 1951. | 1961. | 1971. | 1981. | 1991. | 2001. | 2011. |
| ----- | ----- | ----- | ----- | ----- | ----- | ----- | ----- |
| 4.984 | 5.129 | 5.137 | 5.025 | 4.819 | 4.566 | 4.543 | 4.511 |